# Vierumäki (Heinola)
Pour les articles homonymes, voir Vierumäki.
Vierumäki est un village et quartier de la municipalité d'Heinola dans la région de Päijät-Häme en Finlande.

## Présentation
Vierumäki a une école primaire et un jardin d'enfants dans le même bâtiment. 
L'un des campus de l'Université des sciences appliquées Haaga-Helia est situé à Vierumäki.
Vierumäki est connu pour son Institut finlandais des sports et pour avoir accueilli de nombreux événements internationaux de glace en salle.

## Transports
Vierumäki est situé le long de la  route nationale 4. 
Il y a un arrêt de bus express à Vierumäki, d'où l'on peut se rendre à Helsinki et au nord de la Finlande. 
Les bus de la région de Lahti circulent toutes les 30 minutes de Vierumäki à Lahti et Heinola.
La Seututie 313 part de Vierumäki, traverse les villages Urajärvi et Vesivehmaa d'Asikkala et se termine à Vääksy.
Vierumäki est à environ 16 kilomètres de l'aéroport de Vesivehmaa, où il n'y a pas de trafic régulier de passagers. 
La seututie 363 s'étend sur environ 35 km de Vierumäki jusqu'à son croisement avec la route principale 46 dans le village de Jaala à Kouvola.
Située sur la ligne Lahti–Heinola, la gare ferroviaire de Vierumäki est utilisée pour le transport de marchandises.
Les gares de voyageurs les plus proches sont situées à Lahti à une distance d'environ 23 km et à Nastola à une distance d'environ 25 km.

## Économie
Vierumäki compte environ 1 000 emplois et deux zones industrielles. 
Les entreprises opérant à Vierumäki sont Artome, Betset, Holiday Club, Oiva Wood Solutions, Versowood et Weckman Steel. 
Le siège du Group Versowood est à Vierumäki.
Le parc d'entreprises Vierumäen yrityspuisto dispose de plus de 100 000 mètres carrés d'espace pour les entreprises.

## Sports

### Curling
- Championnats d'Europe de curling 2001.
- Championnats du monde de curling double mixte 2008, du 8 au 16 mars 2008
- Championnats du monde de curling sénior 2008, gagné par le Canada.

### Hockey sur glace
- Le Championnat du monde de hockey sur glace féminin 2008 Division II, qui s'est déroulé du 25 au 30 mars 2008.
- Championnat du monde féminin moins de 18 ans de hockey sur glace 2013

## Sources
- (en) Cet article est partiellement ou en totalité issu de l’article de Wikipédia en anglais intitulé « Vierumäki » (voir la liste des auteurs).